# Kevin Rooney (Eishockeyspieler)
Kevin J. Rooney (* 21. Mai 1993 in Canton, Massachusetts) ist ein US-amerikanischer Eishockeyspieler, der seit Juli 2022 bei den Calgary Flames in der National Hockey League unter Vertrag steht und parallel für deren Farmteam, die Calgary Wranglers, in der American Hockey League auf der Position des Centers spielt.

## Karriere
Rooney spielte während seiner Highschoolzeit zwischen 2010 und 2012 für die Berkshire School, ehe er sich im Sommer 2012 am Providence College einschrieb. Dort war der Defensivstürmer in den folgenden vier Jahren parallel zu seinem Studium für das Eishockeyteam der Universität aktiv. Mit diesem spielte er in der Hockey East, einer Division im Spielbetrieb der National Collegiate Athletic Association. Am Ende der Spielzeit 2014/15 gewann die Mannschaft die nationale Staatsmeisterschaft. Im darauffolgenden Spieljahr führte der Angreifer das Team als Mannschaftskapitän aufs Eis. Binnen der vier Jahre sammelte er in 144 Begegnungen 36 Scorerpunkte.
Nach Abschluss seines Studiums wurde Rooney, der ungedraftet geblieben war, Ende März 2016 per Probevertrag von den Albany Devils aus der American Hockey League verpflichtet. Er bestritt im restlichen Verlauf der Saison 2015/16 sieben Spiele für Albany, in denen er drei Tore vorbereitete. Anfang Juli wurde er für die Spielzeit 2016/17 schließlich fest verpflichtet. Im Saisonverlauf wurde Albanys Kooperationspartner, die New Jersey Devils aus der National Hockey League, auf den US-Amerikaner aufmerksam, sodass sie ihn Ende Februar 2017 mit einem NHL-Vertrag ausstatteten. Wenige Tage später debütierte Rooney für die Devils in der NHL. Nach vier Jahren in der Organisation Devils wurde sein auslaufender Vertrag nach der Spielzeit 2019/20 nicht verlängert, sodass er sich im Oktober 2020 als Free Agent den New York Rangers anschloss. In gleicher Weise wechselte er im Juli 2022 zu den Calgary Flames.
Im Rahmen der Weltmeisterschaft 2021 gab Rooney sein Debüt für die Nationalmannschaft der USA und gewann dort mit ihr die Bronzemedaille.

## Erfolge und Auszeichnungen
- 2015 NCAA-Division-I-Championship mit dem Providence College
- 2021 Bronzemedaille bei der Weltmeisterschaft

## Karrierestatistik
Stand: Ende der Saison 2024/25

### International
Vertrat die USA bei:
- Weltmeisterschaft 2021

(Legende zur Spielerstatistik: Sp oder GP = absolvierte Spiele; T oder G = erzielte Tore; V oder A = erzielte Assists; Pkt oder Pts = erzielte Scorerpunkte; SM oder PIM = erhaltene Strafminuten; +/− = Plus/Minus-Bilanz; PP = erzielte Überzahltore; SH = erzielte Unterzahltore; GW = erzielte Siegtore; 1 Play-downs/Relegation; Kursiv: Statistik nicht vollständig)